# Géosynthèse
 (signalé en mai 2025).
Si vous disposez d'ouvrages ou d'articles de référence ou si vous connaissez des sites web de qualité traitant du thème abordé ici, merci de compléter l'article en donnant les références utiles à sa vérifiabilité et en les liant à la section « Notes et références ».
- Archive Wikiwix
- Bing
- Cairn
- DuckDuckGo
- E. Universalis
- Gallica
- Google
- G. Books
- G. News
- G. Scholar
- Persée
- Qwant
- (zh) Baidu
- (ru) Yandex
- (wd) trouver des œuvres sur Wikidata

La géosynthèse est l’art de fabriquer de la matière minérale de manière artificielle.
Il s'agit de synthétiser par la géochimie un analogue géologique, c'est-à-dire un matériau ressemblant à une roche naturelle et correspondant à une classification minéralogique précise. Par exemple, le géopolymère et les mortiers, ciments, liants à réaction géopolymèriques sont des matériaux géosynthétiques.
L'opération doit être menée à une température inférieure à 100 °C, afin d'obtenir toutes les qualités des « vrais » minéraux : dureté, longévité, stabilité, etc. 